# Yolina brincki
Yolina brincki är en skalbaggsart som först beskrevs av Omer-cooper 1965.  Yolina brincki ingår i släktet Yolina och familjen dykare. Inga underarter finns listade i Catalogue of Life.